# دورفالوماب
دورفالوماب، الذي يُباع تحت الاسم التجاري إمفينزي، هو دواء يستخدم لعلاج سرطانة الرئة غير صغيرة الخلايا (NSCLC) وسرطانة الرئة الصغيرة الخلايا (SCLC).  يستخدم على وجه التحديد في الحالات التي تنتج بروتينًا يعرف باسم PD-L1 .  يعطى عن طريق الحقن في الوريد كل أسبوعين. 
تشمل الآثار الجانبية الشائعة له: السعال والتعب و الالتهاب الرئوي و تساقط الشعر وضيق التنفس و الغثيان و الطفح الجلدي.  قد تشمل الآثار الجانبية الأخرى على الضرر المناعي.  استخدامه في الحمل قد يضر الجنين.  وهو جسم مضاد أحادي النسيلة يرتبط بمركب الموت المبرمج 1 (PD-L1) و يمنعه.  و ينتج عن ذلك قدرة الجهاز المناعي على مهاجمة الخلايا المعنية. 
ووفق على استخدام دورفالوماب طبيًا في الولايات المتحدة في عام 2017 و أوروبا في عام 2018.   في المملكة المتحدة، يكلف 500 ملغ هيئة الخدمات الصحية الوطنية حوالي 2500 جنيه إسترليني اعتبارًا من عام 2021.  ويكلف هذا القدر في الولايات المتحدة حوالي 3900 دولار أمريكي. 